# Jungfrau
Jungfrau (w jęz. niemieckim: panna lub dziewica) – szczyt w Alpach Berneńskich, części Alp Zachodnich. Leży w Szwajcarii na granicy kantonów Berno i Valais. Na przełęcz Jungfraujoch, oddzielającą Jungfrau od sąsiedniego Möncha, prowadzi najwyżej położona w Europie kolej zębata. Góra Jungfrau jest objęta rezerwatem, znajdującym się na liście światowego dziedzictwa UNESCO razem ze szczytem Bietschhorn oraz lodowcem Aletsch. Jungfrau zajmuje pod względem wysokości trzecie miejsce wśród wszystkich szczytów Alp Berneńskiech. Jest zbudowany z warstw łupków krystalicznych i granitów. Góruje nad doliną Lauterbrunnental, której dno znajduje się na wysokości 800–900 m.

## Historia zdobywania
Pierwszego wejścia dokonali 3 sierpnia 1811 r. bracia Johann Rudolf Meyer i Hieronymus Meyer z przewodnikami (łowcami kozic z Valais) Josephem Bortisem i Aloisem Volkenem, wspinając się na górę od strony południowej, z doliny Lötschental. Pierwszego zimowego wejścia dokonali 23 stycznia 1874 roku Wlliam A.B. Coolidge wraz ze swoją ciotką, amerykańską alpinistką Metą Brevoort i z przewodnikami Christianem i Ulrichem Almerami. Pierwszego wejścia bez udziału miejscowych przewodników dokonali w 1881 r. Frederick Gardiner, Charles Pilkington i Lawrence Pilkington.
Pierwszym Polakiem na szczycie Jungfrau był ok. 1862 r. Władysław Koziebrodzki.
Obecnie Jungfrau można zdobyć ze schronisk: Mönchsjochhütte (3657 m), Rottalhütte (2755 m) oraz Silberhornhütte (2663 m).

## W literaturze
Na szczycie Jungfrau odgrywa się druga scena I aktu poematu George'a Byrona pt. „Manfred” z 1817 r. Górę tę opisuje m.in. Zygmunt Krasiński w liście do ojca z dnia 5 września 1830 r., podając jednak błędnie, iż znana jest z tego ...że nikt jeszcze dziewiczych jej śniegów nie dotknął stopą. Cztery lata później, w sierpniu 1834 roku, w trakcie długiej alpejskiej wycieczki w towarzystwie Juliusza Grużewskiego, Marii Wodzińskiej i jej rodziny, u stóp góry zawitał Juliusz Słowacki. Góra Jungfrau, śniegiem pokryta, stoi jak olbrzym biały... – pisał później (21-23 sierpnia 1834) w liście do swojej matki, Salomei Bécu. W czasie wycieczki do Włoch i Szwajcarii w 1895 r. górę, której Granitów srebrny zrąb w przewiewnych fioletach (...) Pnie się w niebieską głąb po mgieł sinawych grzbietach podziwiał Jan Kasprowicz. Poświęcił jej później wiersz pt. „Jungfrau”.

## Główne miejscowości, rzeki i jeziora
- Główne miejscowości

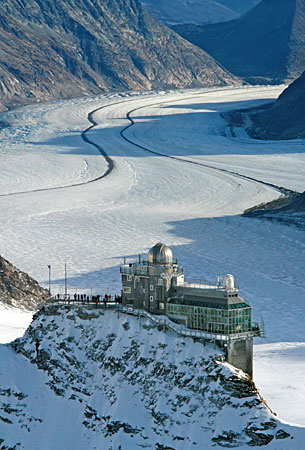
Wierzchołek Jungfrau i obserwatorium Sfinks

Interlaken, Grindelwald, Wengen, Lauterbrunnen, Wengernalp, Kleine Scheidegg, Mürren
- Główne rzeki

Schwarze Lütschine, Weisse Lütschine, Trummel
- Główne jeziora

Thun, Brienz